# Łęg (powiat pleszewski)
Łęg – wieś w Polsce położona w województwie wielkopolskim, w powiecie pleszewskim, w gminie Czermin.
W latach 1975–1998 miejscowość należała administracyjnie do województwa kaliskiego. Łęg jest podzielony na dwie parafie: żegocińską i wieczyńską.
Wieś położona jest nad rzeką Prosną.
W Łęgu urodził się Józef Gil, lotnik w Polskich Siłach Powietrznych w II wojnie światowej.